# Droga krajowa nr 103 (Kostaryka)
Droga krajowa nr 103 (hiszp. Ruta Nacional Secundaria 103/Ruta 103) – jedna z dróg krajowych w Kostaryce. Znajduje się ona w prowincji San José.

## Opis
W prowincji San José droga krajowa nr 102 przebiega przez kanton Heredia (dystrykty Ulloa) i kanton Santo Domingo (dystrykt Santo Domingo, Santa Rosa).